# 木咱镇
木咱镇，是中华人民共和国贵州省黔西南布依族苗族自治州安龙县下辖的一个乡镇级行政单位。

## 行政区划
木咱镇下辖以下地区：
木咱村、新加村、坡贡村、打锣锤村、坝力村、牛角山村和鲁贡村。